# Hovedkål
Hovedkål (Brassica oleracea var. capitata) er en grøn, rød (lilla) eller hvid (bleggrøn) toårig plante, der høstes i sit første år for sit kålhoved med tynde blade i tætte lag. Hovedkål er en samlebetegnelse for flere sorter af havekål (Brassica oleracea): hvidkål, rødkål, savoykål og spidskål. Især hvidkål omtales ofte blot som kål. Hovedkål er en korsblomstret grøntsag og er derfor nært beslægtet med eksempelvis broccoli, blomkål (var. botrytis) og rosenkål (var. gemmifera).
De fleste typer af hovedkål vejer almindeligvis 500-1000 g. Den mest udbredte type er hvidkål med fast hoved, mens rødkål og savoykål med henholdsvis glatte og krusede blade er mindre udbredt. Under forhold med lange solskinsdage, som det ofte ses ved nordlige breddegrader om sommeren, kan hvidkål vokse sig meget store. Pr. 2020 vejer det tungest kendte kålhoved 62,7 kg. Kålhovedet plukkes normalt i det første år af plantens livscyklus, men planter, der skal bruges til at danne nye frø, får lov til at vokse i endnu et år, og skal holdes separat fra andre korsblomstrede grøntsager for at sikre mod krydsbestøvning. Kål er sårbar overfor flere mangelsygdomme såvel som flere former for skadedyr og bakterie- og svampesygdomme.
Hovedkål blev sandsynligvis kultiveret et sted i Europa før år 1000 f.Kr., omend savoykålen ikke blev udviklet før det 16. århundrede e.Kr. I Middelalderen var hovedkål blevet en vigtig del af den europæiske madkultur. Den kan tilberedes på mange forskellige måder, eksempelvis syltes, fermenteres (til retter såsom surkål), dampes, stuves, sauteres, braseres eller spises rå. Kål er en god kilde til vitamin K, vitamin C og kostfibre. Pr.  2017 blev der produceret 71 millioner ton hovedkål og andre typer kål på verdensplan, heraf 47 % i Kina.

## Taksonomi og etymologi
Hovedkål (Brassica oleracea eller B. oleracea var. capitata, var. tuba, var. sabauda eller var. acephala) er et medlem af slægten Brassica og korsblomstfamilien, Brassicaceae. Flere andre korsblomstrede grøntsager er kultivarer af B. oleracea, heriblandt broccoli, rosenkål og kålrabi. Alle disse udviklede sig fra havekål, B. oleracea var. oleracea. Denne oprindelige art udviklede sig henover tusinder af år til nutidens forskellige kålsorter, og kunstig selektion resulterede i kultivarer med forskellige egenskaber såsom store kålhoveder, store blade for grønkål og tykke stængler med blomsterkno-pper for broccoli.
Varietetsnavnet capitata stammer fra det latinske ord for "at have et hoved".
Det danske ord "kål" kommer etymologisk fra oldsaksisk "koli", der selv stammer fra latin "caulis", der betyder 'stilk, stængel, kålstok'. Indenfor botanikken betegner ordet kål Brassica-slægten, mens det i daglig tale typisk betegner varieteter af havekål (Brassica oleracea), og i særdeleshed varieteten hvidkål.
Brassica-slægtens oprindelige familienavn var Cruciferae, der skyldtes blomsternes korsformede kronbladsmønster, som europæere i Middelalderen mente lignede et krucifiks. Ordet brassica stammer fra bresic, et keltisk ord for hovedkål. Mange europæiske og asiatiske navne for hovedkål stammer fra den kelto-slaviske rod cap eller kap, der betyder "hoved".

## Beskrivelse
Kåls kimplanter har en tynd pælerod og hjerteformede kimblade. De første blade er ægformede med en indskåren bladstilk. Planterne er 40-60 cm høje i deres første år ved den modne vegetative fase og 1,5-2,0 m høje når de blomstrer i deres andet år. Kålhovederne vejer mellem 0,5 og 4 kg, hvor de hurtigstvoksende, tidligst modne varieteter ofte producerer de mindste hoveder. De fleste har tykke, spredte blade med en bladrand, der er bugtet, fliget eller dybt indskåret; nogle varieteter har et vokslag på bladene. Planterne har rodsystemer, der har overfladiske trævlerødder. Omkring 90 % af rodmassen ligger i de øverste 20-30 cm af jorden; nogle siderødder kan dog komme ned til 2 m's dybde.
Blomsterstanden er en ugrenet, endestillet top, der er 50-100 cm høj, med gule eller hvide blomster. Hver blomst har fire kronblade i et retvinklet mønster, såvel som fire bægerblade, seks støvdragere og en oversædig frugtknude, der har to kamre og indeholder et enkelt støvfang og griffel. To af de seks støvdragere har kortere støvtråde. Frugten er en opspringende skulpe med brune eller sorte frø, der er små og runde. Selvbestøvning er umuligt, og planterne kan fremmedbestøves af insekter. De første blade danner en roset, der består af 7-15 blade, der hvert er 25-35 cm på den ene led og 20-30 cm på den anden; efter dette udvikles blade med kortere stilke og hoveder dannes ved at bladene bøjer indad.
Der findes mange forskellige former, farver og bladteksturer i de kultiverede varieteter af kål. Bladtyper opdeles generelt mellem krusede blade (savoykål) og glatte blade (hvidkål), mens farvespektret spænder fra hvid til et væld af grønne og lilla nuancer. Der findes også skrå, runde og spidse varianter, sidstnævnte i Danmark normalt solgt under navnet "spidskål".
Kål er blevet selektivt avlet til at få større hovedvægt og særlige morfologiske egenskaber, modstandsdygtighed overfor frostgrader, hurtig vækst og opbevaringsevne. Kålhovedets udseende har været særligt vigtigt i den selektive avl, og varieteter er ofte blevet foretrukket på baggrund af deres form, farve, fasthed og andre fysiske egenskaber. Forædlingsfokus er nu på at øge modstandsdygtigheden overfor diverse insekter og sygdomme, og forbedre kålens næringsværdi. Videnskabelig forskning i genetiske modifikationer af B. oleracea-afgrøder, heriblandt kål, er en del af EU's og USA's projekter for at opnå større insekt- og herbicidresistens.
Der findes flere rekorder i Guinness rekordbog om kål. Blandt disse er de tungeste hovedkål: Det tungeste hvidkål vejede 62,71 kg, tungeste rødkål 19,05 kg, længste kåldolmer 15,37 m, og den største kålret vejede 925,4 kg.

## Historie
Selvom kålen har en lang historie, er det svært at spore dens præcise oprindelse på grund af de mange varianter af bladgrøntsager, der klassificeres som "kål". Kålens vilde forfader, Brassica oleracea, der oprindeligt stammer fra Europa, er salttolerant, men taber i konkurrencen med andre planter i normale omgivelser, og den vokser derfor ofte ved fugtige, kølige klippekyster, hvor den kan opbevare vand og næring i sine tykke blade. Ifølge U-teoriens trekant, der vedrører Brassica-arternes evolution og slægtskab til hinanden, repræsenterer B. oleracea og andre tæt beslægtede kålgrøntsager (hvidkål, grønkål, broccoli, rosenkål og blomkål) en af tre oprindelige udviklingslinjer, som alle andre dyrkede kålplanter nedstammer fra.
Kål blev sandsynligvis kultiveret senere end mellemøstlige afgrøder såsom linser og hvede. På grund af den brede vifte af forskellige afgrøder, der nedstammer fra den vilde B. oleracea er det muligt at kålen er blevet kultiveret parallelt flere steder rundt omkring i Europa. Hovedløse kål såsom grønkål var sandsynligvis de første, der blev kultiveret, på et tidspunkt før år 1000 f.Kr., muligvis af kelterne i Central- og Vesteuropa. Omvendt har andre sproglige og genetiske undersøgelser peget i retning af at kultivering af kål-afgrøder fandt sted i Middelhavsområdet.

### Kål i Antikken
Uidentificerede kålplanter menes at have været en del af det mesopotamiske køkken, men det menes ikke at de gamle egyptere kultiverede kål, da den ikke er en naturlig plante i Nildalen. Ordet shaw't i Papyrus Harris fra Ramses 3.'s tid, er dog blevet oversat til "kål". Theofrastos har beskrevet, hvordan de gamle grækere dyrkede visse kåltyper, omend det er uvist hvorvidt disse var nærmere beslægtet med nutidens kål end med en af de andre Brassica-afgrøder. Chrysippos af Knidos skrev en afhandling om kål, som siden er gået tabt, men som Plinius den Ældre var bekendt med. Grækerne var overbeviste om at kål og vindruer var skadelige for hinanden, og at det at plante kål for tæt på vindruer ville overføre kålens uvelkomne lugt til druerne; en overbevisning, der fortsat findes i Middelhavsområdet i dag. Kålens antagede 'antipati' overfor vinplanten førte til troen på, at det at spise kål kunne forhindre beruselse.
Grækerne kendte hovedkålen som krambe, mens romerne kendte den som brassica eller olus; mens den åbne bladkål (grønkål) på græsk var kendt som raphanos og på latin som caulis. I Det ptolemæiske kongerige kendte man grøntsager fra korsblomstfamilien som gramb, påvirket af det græske krambe, som var en velkendt plante for ptolemæernes makedonske forfædre. I den tidlige romerske periode spiste egyptiske håndværkere og børn kål og majroer, såvel som en lang række andre grøntsager og bælgfrugter.
Nogle romere betragtede kål som en delikatesse, selvom eksempelvis Lucullus mente den var upassende at servere på en senators bord. Den mere traditionelle Kato den Ældre, som levede et simpelt liv, spiste sin kål kogt eller rå med eddike, udtalte at den overgik alle andre grøntsager, og skelnede mellem tre forskellige varianter; han instruerede også i kålens medicinske brug, der blandt andet omfattede en kålspisers urin, som han mente man kunne rense spædbørn i. Plinius den Ældre oplistede syv varianter, heriblandt Pompeji-kål, Cumae-kål og sabellisk kål. Ifølge Plinius kunne Pompeji-kålen ikke tåle kulde og er "højere med en tyk stængel nær roden, men bliver så til gengæld tykkere mellem bladene, der dog er færre og smallere, men har den værdifulde egenskab at være møre". Pompeji-kålen blev også nævnt af Columella i dennes afhandling De Re Rustica ("Om Landbrug"). I Apicius, en samling af romerske madopskrifter, nævnes flere opskrifter på cauliculi, der er møre kålskud. Grækerne og romerne tilskrev deres kål-varieteter en lang række medicinske anvendelser, heriblandt at de kunne afhjælpe gigt, hovedpine og symptomerne efter indtagelse af giftige svampe. Kål fortsatte i Antikken med at være både på spisebordet og en del af materia medica: i det første århundrede e.Kr. nævner Dioscorides således to typer kål med medicinsk anvendelse, den kultiverede og den vilde, og hans opfattelser var i forskellig form gengivet i urtebøger til og med det 17. århundrede.
I Senantikken nævnes kål i De observatione ciborum ("Om at holde fødevarer") af Anthimos, en græsk læge ved Teoderik den Stores hof i 400-tallet, og kål er nævnt blandt de grøntsager, der skulle kultiveres i henhold til Capitulare de villis, nedskrevet ca. 771-800, som instruerede i, hvordan Karl den Stores kongelige godser skulle administreres.

### Middelalderen og det tidlige moderne Europa
I Storbritannien kultiverede angelsakserne cawel. Da de hvid- og rødkål kom frem i England i det 14. århundrede, blev de kaldt cabaches og caboches, begge ord fra oldfransk, og som til at begynde med blev anvendt om et kugleformet bladhoved med endnu sammensluttede blade. En samtidig opskrift, der lyder: "Tag kål (cabbages) og del dem i kvarte og kog dem i en god bouillon", tyder også på et bladhoved med tæt sammensluttede blade.
Illuminerede manuskripter viser at kål spillede en meget fremtrædende rolle i Højmiddelalderens køkken, og frø af kål er eksempelvis på listen over indkøb til kong Johan 2. af Frankrig, da denne blev holdt indespærret i England i 1360. Kål var dog også en kendt spise blandt tidens fattige: i det magre år 1420 bemærkede den anonyme forfatter bag Journal d'un bourgeois de Paris ("Dagbog for en borgerlig i Paris") at "fattigfolk spiste ikke brød, men kun kål og majroer og sådanne retter, uden noget brød eller salt". Den franske naturforsker Jean Ruel kom med det der betragtes som den første eksplicitte omtale af hovedkål i sin botaniske afhandling De Natura Stirpium ("Om naturens planter") fra 1536, hvori han kaldte den capucos coles ("hovedkål").

### Global spredning i kolonitiden
Mange kåltyper – heriblandt flere der stadig anvendes – blev kultiveret i Tyskland, Frankrig og Nederlandene. I løbet af det 16. århundrede udviklede tyske gartnere savoykålen. I løbet af det 17. og 18. århundrede blev kål en basisfødevare i lande som Tyskland, England, Irland og Rusland, og syltet kål blev ofte spist. Sauerkraut blev anvendt af hollandske, skandinaviske og tyske sømænd til at forebygge skørbug under lange sørejser.
Jacques Cartier bragte kålen til Amerika i 1541–1542 og den blev sandsynligvis plantet af de tidlige engelske kolonister, på trods af manglen på nedskrevne beviser på dens eksistens i Amerika før midten af det 17. århundrede. I det 18. århundrede var kålen blevet udbredt blandt både kolonister og indfødte amerikanere. Kålfrø kom til Australien i 1788 med den såkaldte First Fleet og blev plantet samme år på Norfolk Island. I 1830'erne var den blevet mange australieres yndlingsgrøntsag, og blev ofte set på Sydney Markets.
I Indien var kålen en af flere afgrøder, der blev introduceret af koloniserende købmænd fra Portugal, som etablerede handelsruter fra det 14. til det 17. århundrede. Carl Peter Thunberg rapporterede om at kål endnu var fuldstændig ukendt i Japan i 1775.

## Dyrkning
Hovedkål dyrkes normalt for sit hoved af tætte og tykke blade, der dannes i det første år af plantens toårige livscyklus. Planterne klarer sig bedst når de dyrkes i veldrænet jord, som modtager fuldt sollys. Forskellige varieteter foretrækker forskellige jordtyper, fra let sand til tung ler, men de foretrækker alle frugtbar jord med en pH-værdi mellem 6,0 og 6,8. For at sikre optimal vækst skal der være en passende mængde kvælstof i jorden, særligt når hovedet dannes, og passende mængder fosfor og kalium i den første tid hvor de ydre blade forlænges. Temperaturer mellem 4 og 24 °C giver typisk den bedste vækst, og længere perioder med højere eller lavere temperaturer kan resultere i at planten går i stok (danner blomsteranlæg) for tidligt. Blomstring forårsaget af perioder med lave temperaturer sker kun når planten har passeret sit ungdomsstadie. Overgangen fra ungdoms- til voksenstadiet sker når stænglens diameter er omkring 6 mm. Dette skal sikre at planten når at vokse til en passende størrelse inden blomstring. Under visse klimaforhold kan hovedkål plantes i begyndelsen af den kolde årstid og overleve frem til den senere varme årstid uden at blomstring fremtvinges - en praksis, der blandt andet har været anvendt i det østlige USA.
Planterne bliver normalt sået under beskyttede forhold tidligt i vækstsæsonen og bliver derefter omplantet udenfor, omend nogle sås direkte i jorden, hvorfra de skal høstes. Kimplanterne dukker typisk frem 4-6 dage efter frøene er blevet sået 13 mm nede i jord med en temperatur mellem 20 og 30 °C. Avlere placerer normalt planterne med et mellemrum på 30 til 60 cm. Tættere indbyrdes afstand reducerer de ressourcer, der er tilgængelige for hver plante (især mængden af lys) og øger dermed den tid det tager for planten at blive fuldt udvokset.
Nogle kåltyper er blevet udviklet til brug som prydplanter. Disse kaldes generelt "blomsterkål". De producerer ikke kålhoveder og har lilla eller grønne yderblade, der omgiver nogle mindre blade, der er hvide, røde eller lyserøde. Tidlige kåltyper behøver omkring 70 dage fra udplantning til høst, mens sene typer kræver omkring 120 dage. Hovedkål er modne når de er faste og hårde at røre ved. De høstes ved at overskære stokken lige under de nederste blade med en kniv. De ydre blade trimmes og eventuelle syge, beskadigede eller nekrotiske blade fjernes. Forsinkelser i høst kan føre til at hovedet sprækker som resultat af de indre blades udvidelse og den fortsatte vækst af stænglen.
Kål der dyrkes for deres frø skal isoleres fra andre B. oleracea-underarter, heriblandt de vilde arter, med en afstand på mindst 1 til 1½ km, for at forhindre krydsbestøvning. Andre Brassica-arter, såsom B. rapa, B. juncea, B. nigra, B. napus og Raphanus sativus har sværere ved at krydsbestøve. At plante kål nær andre medlemmer af kålfamilien, eller hvor disse har været plantet i tidligere år, øger derudover risikoen for spredning af skadedyr og sygdomme.

### Kultivarer
Der findes flere kultivargrupper af kål, som hver inkluderer mange kultivarer. De tre bedst kendte er savoy, der er karakteriseret ved krusede blade, mild smag og mør tekstur, rødkål, der har glatte røde blade og oftest anvendes til syltning eller stuvning samt hvidkål, der har glatte bleggrønne blade og som i Danmark er den normale hovedbetydning af ordet "kål".
Derudover findes bl.a. en kultivargruppe, der på engelsk betegnes som spring greens, på hollandsk som Duizendkoppige kool ("tusindhovedet kål") og på fransk som Chou vivace ("flerårig kål").

### Problemer ved dyrkning
På grund af sit store behov for næring er kålen særligt sårbar overfor mangel på næringsstoffer, såsom mangel på bor, calcium, fosfor og kalium. Der findes flere fysiologiske forstyrrelser, der kan påvirke kålens udseende ved høst, heriblandt
- De indre blade kan i randen blive brune, mens de ydre blade ser normale ud.
- Nekrotiske ovale pletter på et par millimeter i diameter. De findes ofte omkring midtribben.
- Små, sorte prikker i områderne mellem bladnerverne, hvilket kan blive værre under opbevaring.[57]

Flere svampesygdomme kan ramme kål, blandt andet sæksvampen Fusarium, som giver forkrøblede og forvredne planter med gule blade; og Leptosphaeria maculans, som medfører nedsunkne områder på stokke og gråbrunt plettede blade. Svampene Alternaria brassicae og A. brassicicola forårsager mørke bladpletter på ramte planter. De er begge frø- og luftbårne og formerer sig typisk fra sporer i inficeret planteaffald i op til 12 uger efter høst. Rhizoctonia solani kan også forårsage store ødelæggelser på kålen.
En af de mest almindelige bakteriesygdomme, som rammer kål, forårsages af Xanthomonas campestris, der giver klorotiske og nekrotiske skader, som begynder i bladranden, samt visnen af planten. Kålbrok, der forårsages af den jordbårne slimsvamp-agtige organisme Plasmodiophora brassicae, resulterer i opsvulmede, klumpagtige rødder. Dunet meldug, en parasitisk sygdom forårsaget af ægsporesvampen Peronospora parasitica, giver blege blade med hvid, brun eller olivenfarvet meldug på de nedre bladoverflader; dette forveksles ofte med svampesygdommen pulverformet meldug.
Blandt kendte skadedyr er rodgallenematoder og larverne af den lille kålflue, som forårsager forkrøblede og visne planter med gule blade; bladlus, der giver forkrøblede planter med krusede og gule blade; bredtægen Murgantia histrionica, der giver hvide og gule blade; trips, der giver blade med hvide/bronzefarvede pletter; Phyllotreta striolata, som giver små huller i bladene; og larver fra kålsommerfugle, der efterlader store huller i bladene. Larvestadiet af lille kålsommerfugl, Pieris rapae, er et alvorligt skadedyr i de fleste lande med kåldyrkning. Den store kålsommerfugl, Pieris brassicae, er et skadedyr i østeuropæiske lande. Kålmøllet og kåluglen trives i de høje sommertemperaturer i det kontinentale Europa, hvor de forårsager en betydelig skade på kålafgrøder. Ni-metalugle er berygtet i Nordamerika for sin voldsomme appetit og for at producere efterladenskaber, der forurener planterne. I Indien har Plutella xylostella kunnet forårsage tab af op til 90 % af de kålafgrøder, der ikke behandles med insecticid. Blandt destruktive insekter på jorden er fluen Hylemya brassicae, hvis larver kan bore sig ind i den del af planten, der normalt spises af mennesker.
Overdreven vanding eller overdreven varme kan også skabe dyrkningsproblemer.

## Produktion
| Produktion af kål 2017 | Produktion af kål 2017     |
| Land                   | Produktion (millioner ton) |
| ---------------------- | -------------------------- |
| Kina                   | 33,4                       |
| Indien                 | 8,8                        |
| Rusland                | 3,5                        |
| Sydkorea               | 2,4                        |
| Ukraine                | 1,7                        |
| Verden                 | 71,4                       |
| Kilde: FAOSTAT, FN     |                            |

I 2017 lå produktionen af hovedkål (sammen med andre kåltyper) på 71,4 millioner tons på verdensplan, heraf 47 % produceret i Kina. Blandt andre store producenter var Indien og Rusland.

## Kulinarisk anvendelse

### Lokale markeder og opbevaring
Kål, der sælges til markeder, er generelt mindre, og forskellige varieteter anvendes til dem, der skal sælges straks efter høst og dem, der skal opbevares før salg. De, der skal forarbejdes, især til sauerkraut, er større og har en mindre procentdel vand. Der anvendes både hånddrevne og mekaniske høstmetoder, hvor høst direkte fra hånden typisk anvendes for kål, der skal sælges på marked. I større, kommercielle operationer bliver håndhøstede kål efterfølgende trimmet, sorteret og pakket direkte på marken for at øge effektiviteten. Vakuumafkøling køler hurtigt kålen ned, hvilket muliggør tidligere levering og friskere produkt. Kål kan opbevares i længst tid ved −1 til 2 °C med en fugtighed på 90-100 procent; disse forhold vil resultere i en holdbarhed på op til seks måneder, omend selv under mindre ideelle forhold kan kål opbevares i op til fire måneder.

### Forbrug
Kålforbrug varierer meget verden over. I 2012 havde Rusland verdens højeste årlige forbrug pr. indbygger på 20 kg, fulgt af Belgien på 4,7 kg og Holland på 4,0 kg.

### Tilberedning
Kål tilberedes og spises på mange forskellige måder. De mest simple muligheder er at spise den rå eller dampe den, bruge den i gryderetter eller i wokretter, men mange madkulturer sylter, stuver, sauterer eller braser kål. Syltning er en af de mest populære måder at konservere kål, hvilket kan give retter såsom sauerkraut og kimchi, omend kimchi typisk fremstilles fra kinakål (B. rapa). Savoykål anvendes typisk i salater, mens typer med glatte blade både anvendes til markedssalg og forarbejdning. Tofu og kål er en kendt kinesisk spise, mens den britiske ret bubble and squeak primært laves af overskydende kartofler og kogt kål, og spises med koldt kød. I Tyskland og Alsace bruges kålen i egnsretter som sauerkraut (henholdsvis choucrôute), i Irland i colcannon (kartoffelmos med kål), i Frankrig i potée (suppe eller stuvning med svinekød og diverse grøntsager) samt mange forskellige kålsupper. I Danmark laves retten brunkål med flæsk. I Polen er kål en af de centrale afgrøder, og spiller en central rolle i det polske køkken, hvor den typisk spises enten kogt eller som sauerkraut, som tilbehør eller som en ingrediens i retter såsom bigos (kål, sauerkraut, kød og vilde svampe, blandt andre ingredienser), gołąbki (fyldte kål) og pierogi. Andre østeuropæiske lande, såsom Ungarn og Rumænien, har også traditionelle retter, der har kål som en central ingrediens. I Indien og Etiopien inkluderes kål ofte i stærke salater og braseringer. I USA anvendes kål primært til produktion af coleslaw, efterfulgt af markedssalg og sauerkrautproduktion. Kåldolmere samt udhulede hvidkål med flæskefars, skinke og brødkrumme er gamle og udbredte bonderetter.

### Smag
Kålens karakteristiske smag skyldes glucosinolater, en klasse af glukosider, der indeholder svovl. Selvom disse findes i hele kålplanten så er forbindelserne koncentreret i frøene; der er mindre i de yngre dele af planten, og de bliver færre efterhånden som planten bliver ældre. Kogt kål kritiseres ofte for sin skarpe, ubehagelige lugt og smag, hvilket udvikles når kålen udkoges og der produceres svovlbrinte i gasform.

## Næringsindhold og fytokemikalier
Et råt kålhoved består typisk af 92 % vand, 6 % kulhydrater, 1 % protein og ubetydelige mængder fedtsyrer. 100 gram kål er en rig kilde til vitamin C og vitamin K i forhold til det anbefalede daglige indtag. Det er også en relativt god kilde til vitamin B6 og folat, men indeholder ikke nævneværdige mængder af andre næringsstoffer.
Der grundforskes i kåls fytokemikalier for at vurdere om bestemte kålforbindelser kan påvirke helbredet eller har et sygdomsbekæmpende potentiale - blandt andet studeres sulforafan og andre glucosinolater. Forskning i grøntsager fra korsblomstfamilien, heriblandt kål, undersøger hvorvidt det kan nedsætte risikoen for endetarmskræft. Kål er en kilde til indol-3-carbinol, en kemisk forbindelse, der undersøges for sine mulige egenskaber.

### Naturmedicin
Kål har, udover sin normale anvendelse som spiselig grøntsag, historisk også været brugt indenfor naturmedicin. De gamle grækere anbefalede at spise kål som et afføringsmiddel, og anvendte kålsaft som en modgift til svampeforgiftning, som salve til øjnene og som linimenter for skrammer. Romeren Plinius den ældre beskrev både kåls kulinariske og medicinske egenskaber. De gamle egyptere spiste kogt kål ved begyndelsen af et måltid for at reducere vinens berusende effekt. Denne traditionelle brug fortsatte i europæisk litteratur frem til midten af det 20. århundrede.
Kålbladenes afkølende egenskaber blev i Storbritannien anvendt som behandling mod skyttegravsfod under første verdenskrig, samt som kompresbind til ulcus og mastit. Blandt andre naturmedicinske anvendelser i europæisk historie har været behandling af reumatisme, ondt i halsen, hæshed, kolik og melankoli. Både kartoffelmos og kålsaft er blevet anvendt i grødomslag for at fjerne furunkler og behandle vorter, lungebetændelse, blindtarmsbetændelse og mavesår. Pr. 2017 er der ingen klinisk evidens for at kål har nogen medicinske egenskaber.

### Ulemper
Overdreven indtagelse af kål kan give øget gas i tarmene og medføre oppustethed og flatulens. Dette skyldes trisakkariden raffinose, som den menneskelige tyndtarm ikke kan fordøje, og som i stedet fordøjes af bakterier i tyktarmen.
Kål er blevet forbundet med udbrud af visse typer madforgiftning, heriblandt Listeria monocytogenes og Clostridium botulinum. Shigella-arter er i stand til at overleve i snittet kål. To udbrud af E. coli i USA er blevet forbundet med kålindtagelse, og biologiske risikovurderinger har konkluderet at der er risiko for yderligere udbrud i forbindelse med ukogt kål, på grund af forurening i mange stadier fra vækst til høst til pakning. Forurening fra vand, mennesker, dyr og jord kan også potentielt overføres til kålen og derfra til forbrugeren.
Kål og andre grøntsager fra korsblomstrede indeholder små mængder tiocyanat, en kemisk forbindelse, der er forbundet med dannelse af struma når man ikke får nok jod.